# فيك دياز
فيك دياز هو ممثل فلبيني، ولد في 1932 في الفلبين.

## وصلات خارجية
- فيك دياز على موقع IMDb (الإنجليزية)
- فيك دياز على موقع قاعدة بيانات الفيلم (الإنجليزية)